# Belle Île
Belle-Île o Belle-Île-en-Mer (ar Gerveur in bretone moderno e Guedel in bretone antico) è un'isola francese al largo della costa della Bretagna. È la più grande delle isole della Bretagna e si trova a 14 km dalla penisola Quiberon.
Amministrativamente l'isola costituisce il Cantone di Belle-Île che si divide a sua volta in quattro comuni:
- Bangor
- Le Palais
- Locmaria
- Sauzon

La popolazione dell'isola è costituita dai discendenti degli acadiani giunti nel XVIII secolo.

## Geografia fisica
Il paesaggio dell'isola è vario: alle aspre scogliere della parte ovest (la Cote Sauvage) si alternano spiagge (la più estesa delle quali è quella denominata Les Grand Sabies) e porti navigabili (Le Palais e Sauzon). Il clima è di tipo oceanico, con inverni più miti e meno piovosi che nella terraferma.

## Cultura

### Cinema
- Quest'isola è stato il luogo delle riprese della miniserie televisiva francese Dolmen, nella quale l'isola è chiamata Ty Kern. I menhir utilizzati nella fiction, però, non sono presenti realmente sull'isola; sono state posizionate delle ricostruzioni in plastica per girare le scene e tolte successivamente.
- Su quest'isola sono stati girati gli esterni del film L'uomo che uccideva a sangue freddo (Traitement de choc, 1973), diretto da Alain Jessua; protagonisti sono Annie Girardot e Alain Delon.

### Letteratura
- L'isola fa da ambientazione a diversi eventi che Alexandre Dumas ha narrato nell'ultimo romanzo del ciclo dei moschettieri, Il visconte di Bragelonne. Qui Porthos, dopo aver fortificato il castello, trova la morte in uno scontro a fuoco nelle grotte di Locmaria. Secondo quanto scritto nel libro, in antichità veniva chiamata Calonesa, fusione di due parole greche che significano "isola bella".
- È citata anche nel libro Noi due come un romanzo, di Paola Calvetti, ove diventa il luogo in cui una volta all'anno l'architetto Federico, sposato e residente a New York, ed Emma, libraia milanese titolare del negozio Sogni&Bisogni, s'incontrano.